# Lilasti dežniček
Lilasti dežniček (znanstveno ime Lepiota lilacea) je gliva iz rodu dežničkov (Lepiota).

## Značilnosti
Klobuk ima v premeru 3-4 cm, v mladosti poloblast in gladek, rjavkasto lilaste barve, ki se kasneje počasi izgubi, ko se klobuček razpira. Povrhnjica je razdrobljena v majhne luske, ki se tanjšajo od sredine proti robu klobuka.
Lističi niso priraščeni na bet. So beli in srednje gosti. 
Bet je tenek in valjast. Na njemu so opazni barvni lilasti odtenki po katerih je lilasti dežniček dobil svoje ime. Obroček je obstojen in podoben ovratniku.
Vonj spominja na smrdljivega dežnička, a ni tako izrazit.

## Razširjenost in življenjski prostor
Raste na travnikih in vrtovih. Je redek.

## Mikroskopske značilnosti
Trosni prah je bel. Trosi so gladki in jajčasti. Velikost: 3,5-5,2 x 2,6-3,6 µm.
Na ostrinki lističev so opazne cistide.

## Podobne vrste
Na prvi pogled izgledajo dežnički kot miniaturne različice gob iz rodov dežniki (Macrolepiota), zelenolistke (Chlorophyllum), dežnikovci (Leucocoprinus) in kukmakovci (Leucoagaricus):
- orjaški dežnik (Macrolepiota procera)
- rdečeča zelenolistka (Chlorophyllum rhacodes)
- rumeneči kukmakovec (Leucoagaricus americanus)

Obstaja mnogo vrst podobno velikih dežničkov:
- obuti dežniček (Lepiota cylpeolaria) - ima izrazito nakosmičen bet.
- smrdljivi dežniček (Lepiota cristata) - ima značilno neprijeten vonj, nima lilastih odtenkov in drugačne trose.

## Strupenost
Velja za strupeno, a le ta ni še bila natančno raziskana. 

## Galerija slik
- Ilustracija
- Klobuk
- Bet in lističi
- Trosi